# Rogelio Guerra

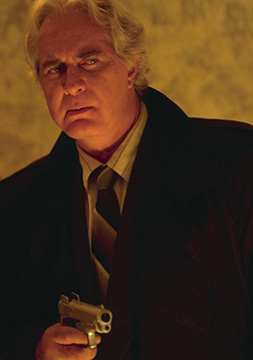
Rogelio Guerra

Rogelio Guerra (Aguascalientes, 8 oktober 1936 - Mexico-Stad, 28 februari 2018) was een Mexicaans acteur.
Rogelio Guerra heet oorspronkelijk Hilderardo Guerra Martinez. Hij begon zijn loopbaan in de jaren zestig. Hij was de archetypische Latijns-Amerikaanse westernheld. Hij was op televisie in de Verenigde Staten en in Mexico.
- Library of Congress Control Number: no2004116564
- Virtual International Authority File: 76038162
- WorldCat: E39PBJfMkYM7pyXFqQhP3GjjYP